# Fucke
Die Fucke war ein im Spätmittelalter verwendetes, eng anliegendes Kleidungsstück.
Seitlich war die Fucke lang aufgeschlitzt. Sie besaß einen tiefen V-Ausschnitt und wurde vorne durch Knöpfe geschlossen. Obwohl für die Funktion des Kleidungsstücks unnötig, trugen die Damen des Mittelalters die Fucke mit breiten Gürteln, die auf den Hüften auflagen. An die Kurzärmel der Fucke konnten längere Ärmel angeknöpft werden.